# Pond (deutsche Band)

Pond beim Konzert in Eberswalde 2007 zur Eröffnung des Paul-Wunderlich-Hauses

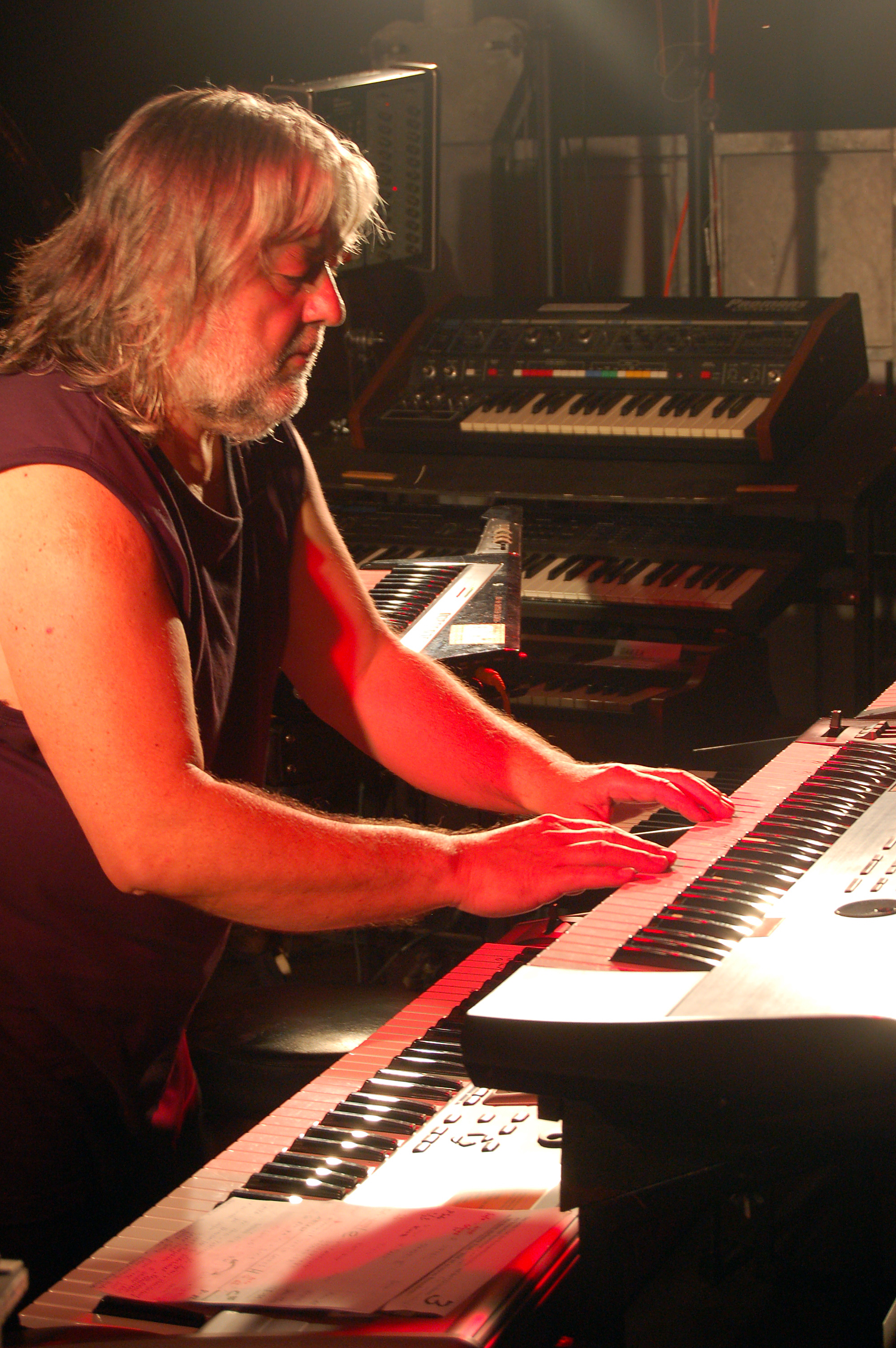
Aufführung von Bilder einer Ausstellung von Modest Mussorgsky 2010 in Börnicke

Pond (auch POND oder P*O*N*D geschrieben) ist eine deutsche Band, die sich auf elektronische Instrumentalmusik spezialisiert hat. Ihr Musikstil weist Ähnlichkeiten mit dem von Tangerine Dream auf, wenngleich viele Stücke eher der Popmusik zuzurechnen sind.

## Geschichte
Die Band wurde um 1978 im Ost-Berliner Stadtbezirk Prenzlauer Berg vom Schlagzeuger Wolfgang Paule Fuchs (zuvor bei Babylon) und Keyboarder Manfred Hennig gegründet. Verstärkt wurden sie von dem Organisten Frank Gursch. Ihre Musik bewegte sich anfangs im Bereich des progressiven Rocks und bestand teilweise aus anspruchsvollen Adaptionen klassischer Stücke wie Bilder einer Ausstellung von Modest Mussorgsky. Fuchs wechselte zum Keyboard und lenkte die Band 1980 zu einer Änderung des Musikstils hin zur elektronischen Instrumentalmusik, worauf kurz später Frank Gursch (ab 1986 Keyboarder bei Lift) die Formation verließ.
Im Jahr 1981 stieg auch Hennig aus, wechselte zunächst zu Gruppe Elefant und später zu City. An seiner Stelle stieß Harald Wittkowski zu Pond. Erstmals erfolgreich wurde die Band im Jahre 1982 mit dem Stück Planetenwind, das in den Jahrescharts auf Platz 14 landete. In den folgenden Jahren erschienen bei dem Plattenlabel Amiga unter Regie von Jürgen Lahrtz die erfolgreichsten LPs Planetenwind sowie Auf der Seidenstraße, die beide bisher sechsstellige Verkaufszahlen erreichten. Als erste Formation in der damaligen DDR spielten Pond elektronische Musik live, unter anderem in Planetarien.
Nachdem Wittkowski Pond 1988 verlassen hatte, stießen Fuchs’ Zwillingssöhne Frank und Sascha im Folgejahr zur Band. 1993 erschien das Album Space Walks, das von der Carl Zeiss Jena GmbH in Auftrag gegeben und vor allem als Hintergrundmusik für Planetarien konzipiert worden war. Der musikalische Stil näherte sich in dieser Zeit durch den Einfluss seiner Söhne dem Techno an. 1996 trennte sich die Formation und Fuchs trat fortan allein als Pond auf.
Mit dem Studioalbum transPONDer, das 2003 nach langjähriger Pause erschien, kehrte Pond zu seinem ursprünglichen Stil des Duos Fuchs und Wittkowski zurück. Als Besonderheit beinhaltete das Album ein Buch, das zum 25-jährigen Bestehen der Gruppe herausgebracht wurde. Bei dem ebenfalls im Jahr 2003 stattfindenden Comeback-Konzert spielten Fuchs und Wittkowski wieder gemeinsam. Auch fortan war Wittkowski als Gastmusiker bei Live-Auftritten von Pond oftmals dabei.
Die Veröffentlichung Hallelujah ist eine Single, die nur in einer Auflage von 100 Stück gefertigt wurde. Sie erschien im Jahre 2006 anlässlich des 1200. Geburtstags der Händelstadt Halle. Die Single ist nicht im Handel erhältlich, sondern nur als musikalisches Teilstück des Kalenders. Beide darauf befindlichen Titel sind jedoch in leicht abgewandelten Versionen auf dem Album Soundtracks zu finden. Auf dem Booklet dieses Albums wurden auch erste Ausblicke auf das Album gewährt, das 2008 erschien.
Schon im Jahr 1993 gründete Fuchs sein eigenes Plattenlabel PONDerosa Records, auf dem die Alben von Pond erscheinen. Eine Ausnahme stellt die 2008 erschienene Kompilation Bilder Einer Ausstellung – Die Größten Hits dar, die bei Sony BMG verlegt wurde. 1996 bis 2003 trat Fuchs solo als Pond auf. Danach tat er sich wieder mit Harald Wittkowski zusammen. Seit 2008 tritt er wieder allein als P.O.N.D. auf. 2009 schuf er die Komposition Gemälde einer Vernissage zu Gemälden von Willi Sitte, die auf CD veröffentlicht wurde.
2013, zum 35-jährigen Bühnenjubiläum, tourte Pond wieder in der Originalbesetzung mit Fuchs und Hennig.

## Diskografie
- 1984: Planetenwind
- 1986: Auf der Seidenstraße
- 1989: Maschinenmensch
- 1993: Frohe Weihnacht
- 1993: Space Walks
- 2003: transPONDer
- 2004: Live in Berlin
- 2006: Hallelujah (Single)
- 2006: Soundtracks

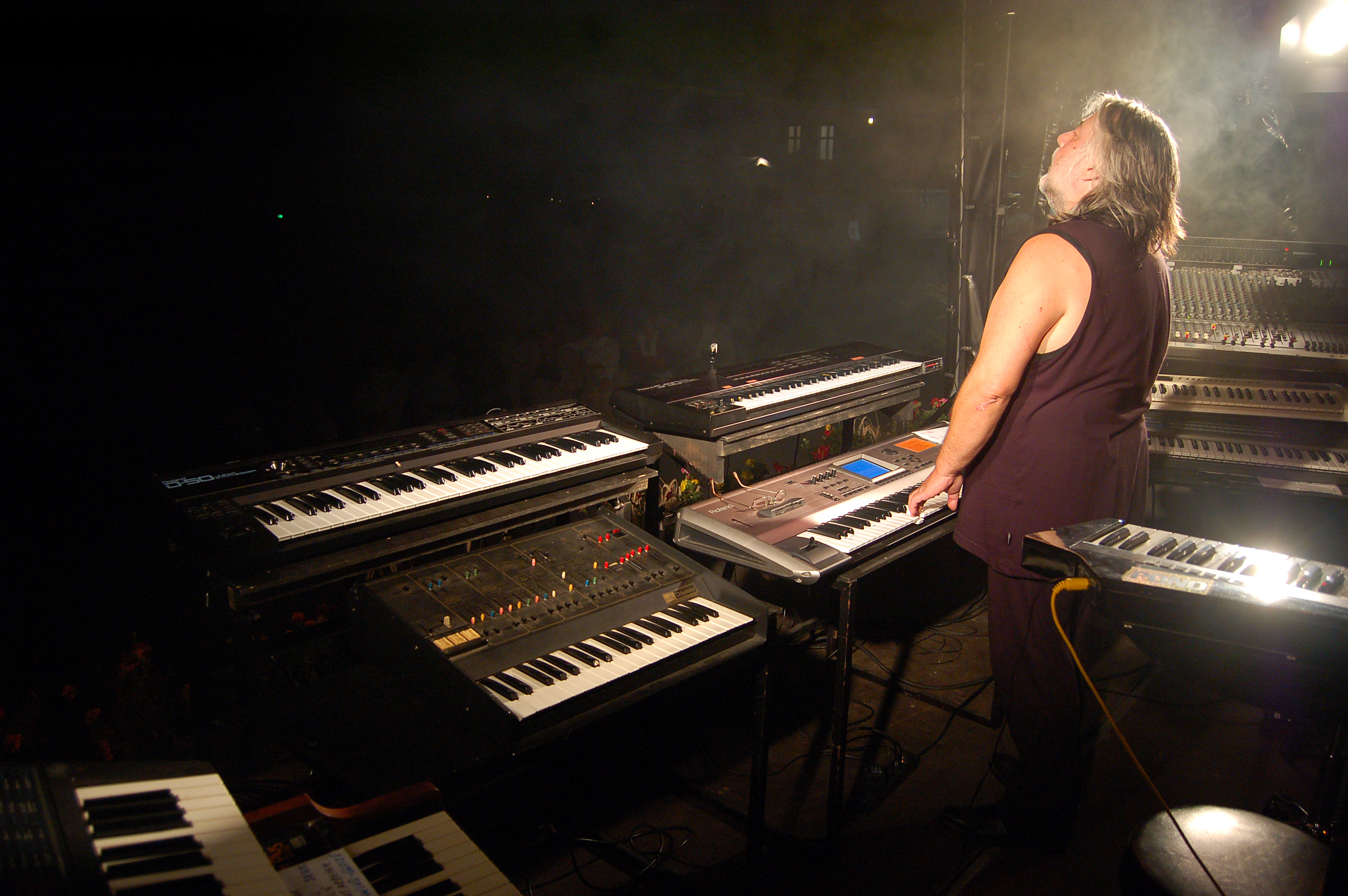
2010 in Börnicke

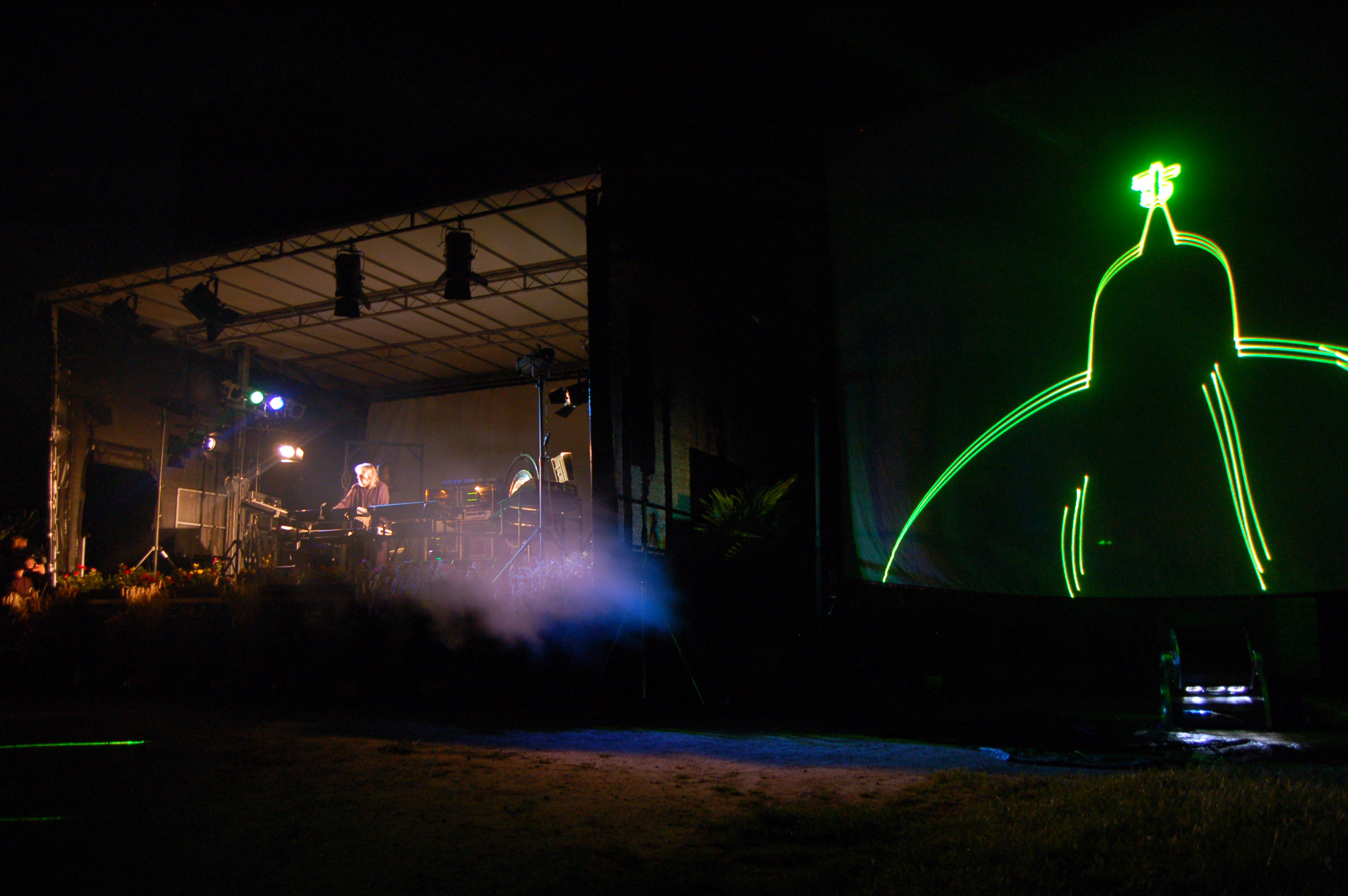
2010 in Börnicke

- 2008: Bilder einer Ausstellung – Die größten Hits (Doppel-CD)
- 2009: Gemälde einer Vernissage
- 2011: Die POND Space-Night
- 2013: Planetenwind vs. Am Fenster (Single)
- 2014: Gemälde einer Vernissage, mit den Brandenburger Symphonikern
- 2016: Edelweiß
- 2018: 40 Jahre POND – Das Jubiläumskonzert (Doppel-CD)

## Varia
- Die 65 Kilogramm schwere Bronze-Kirchenglocke, Pond-Wahrzeichen und bei allen Konzerten auf der Bühne präsent, fertigte nach Angaben und Vorstellungen von Wolfgang Fuchs Apoldas letzter Glockengießermeister der Familie Schilling, Peter Schilling. Sie hat die Inschrift Rhythm & Sound * Wolfgang Fuchs. Die Anregung zur Glocke hatte Fuchs von Carl Palmer, Schlagzeuger der Band Emerson, Lake and Palmer.[6][7]